# Fortifications Interpretation Centre w Valletcie
The Fortress Builders – Fortifications Interpretation Centre (FIC) – instytucja upowszechniania wiedzy o fortyfikacjach Malty. Mieści się w XVI-wiecznym magazynie, stojącym obok bastionu św. Andrzeja w Valletcie na Malcie. Centrum zostało otwarte w roku 2013, i ma na celu przekazywanie w sposób interaktywny informacji o architekturze militarnej Malty.
Budynek był poprzednio znany jako Biagio Steps Examination Centre.

## Historia
Idea utworzenia muzeum ukazującego architekturę militarną Malty sięga lat 60. XX wieku, kiedy brytyjski architekt Quentin Hughes zaproponował utworzenie takiego obiektu w forcie San Lucian. Maltański historyk wojskowości Stephen C. Spiteri również powziął zamysł ustanowienia muzeum architektury militarnej, zaproponował Ospizio we Florianie jako jego lokalizację. W listopadzie 2008 roku minister George Pullicino z Ministerstwa Zasobów i Spraw Wiejskich (Ministry for Resources and Rural Affairs) zdecydował o ustanowieniu muzeum w byłym Biagio Steps Examination Centre w Valletcie. Projekt poprowadził dr. Spiteri.

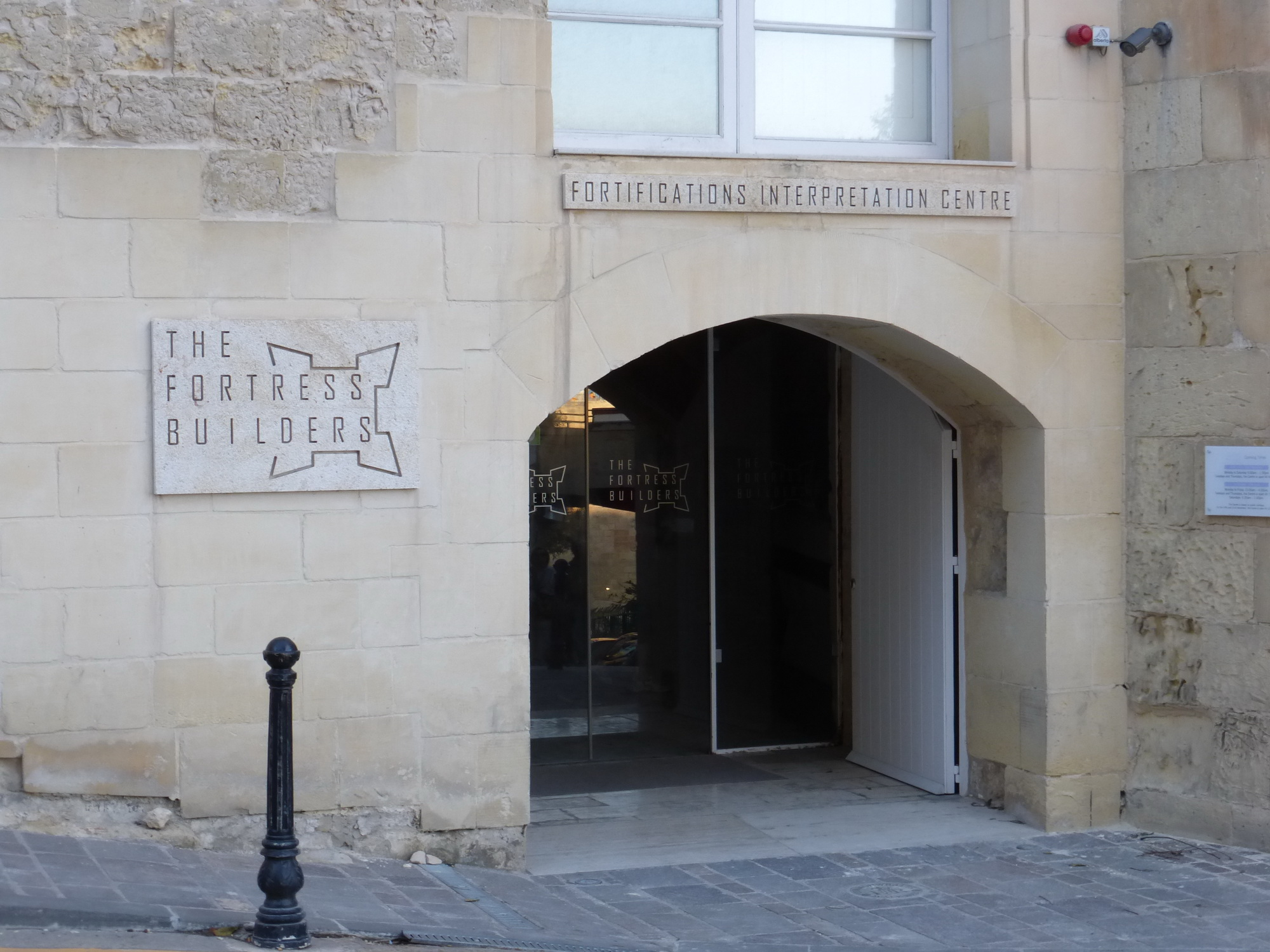
Wejście do FIC

Prace przekształcające byłą salę egzaminacyjną rozpoczęły się w roku 2010 pod nadzorem architekta Norberta Gatta, data zakończenia była przewidziana na rok 2011. Pierwotnie przewidywano koszty projektu na 436 000 euro, lecz skończyło się na  1,7 miliona euro. 85% funduszy zostało przekazanych przez Europejski Fundusz Rozwoju Regionalnego.
Otwarcia muzeum dokonał w dniu 16 lutego 2013 roku premier Lawrence Gonzi. Jest ono prowadzone przez Departament Odbudowy Ministerstwa Zasobów i Spraw Wiejskich (Restoration Directorate of the Ministry for Resources and Rural Affairs), a jego kuratorem jest Stephen C. Spiteri.
Za przekształcenie zaniedbanego magazynu w muzeum, Din l-Art Ħelwa przyznało w roku 2012 Silver Medal Award, a Centrum otrzymało od TripAdvisora Certificate of Excellence za rok 2015.

## Budynek

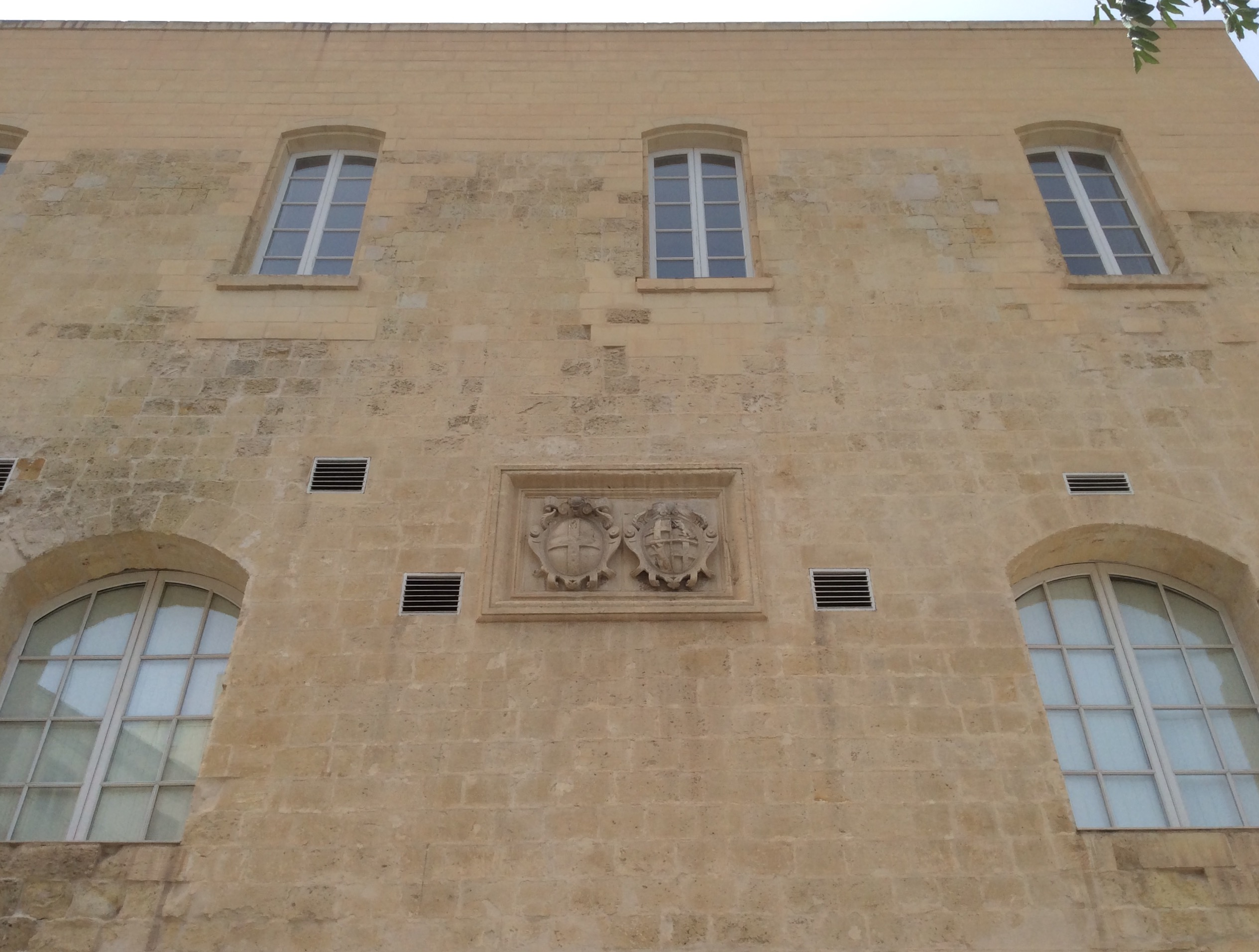
Fasada muzeum, z tarczą herbową Huguesa de Verdalle'a w centrum

Fortifications Interpretation Centre mieści się w dużym XVI-wiecznym budynku na St. Mark's Street w Valletcie, blisko St. Andrew's Bastion i zburzonej teraz Marsamxett Gate. Ma prostą fasadę ozdobioną tarczą herbową Wielkiego Mistrza Huguesa de Verdalle'a, sugerującą, że budynek zbudowano między rokiem 1582 a 1595. Oryginalne jego przeznaczenie nie jest znane, mógł to być magazyn prochu lub skład towarów. Wyższe piętro używane było jako szkoła artylerii (wł. scuola per gettare bombe).
Górne piętro budynku zostało zniszczone przez bombardowanie lotnicze podczas II wojny światowej, jego dach został następnie zburzony. Reszta budowli była później używana jako sala egzaminacyjna, znana jako Biagio Steps Examination Centre. Czasem była też wykorzystywana jako miejsce na próby.
Budynek został wybrany na pomieszczenie FIC z racji swojego obszernego wnętrza oraz lokalizacji przylegającej do fortyfikacji Valletty. W latach 2010–2013 budynek został odnowiony, odbudowano też jego wyższe piętro. Powstały też, wkomponowane w całość zgodnie z zasadami zrównoważonej architektury, nowe części budynku.

## Pokazy i wystawy

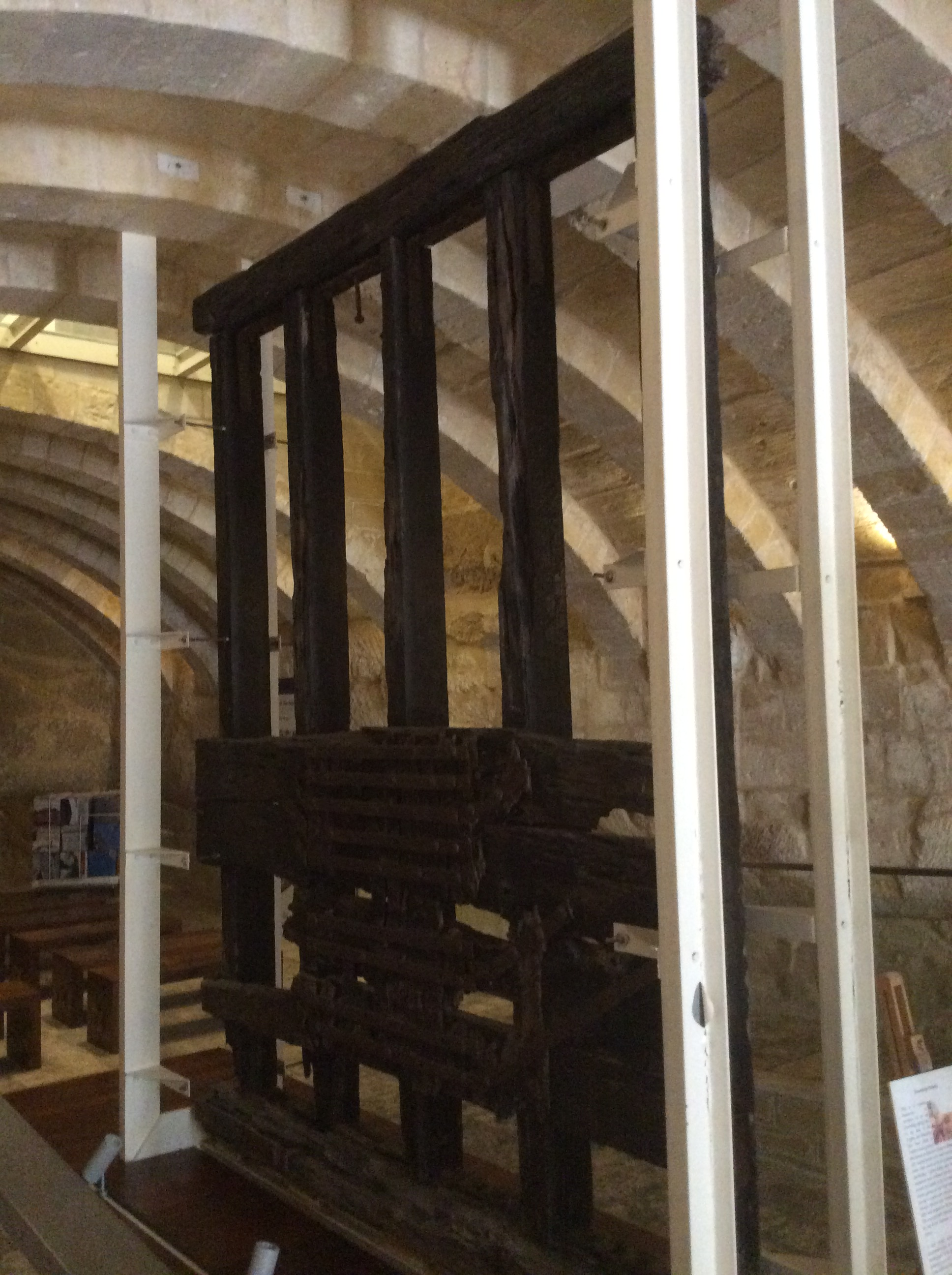
XVII-wieczny most zwodzony Porta Reale w Valletcie

W Fortifications Interpretation Centre znajdują się wystawy nawiązujące tak do architektury militarnej generalnie, jak i różnych fortyfikacji Malty, począwszy od murów z epoki brązu w Borġ in-Nadur, a skończywszy na betonowych stanowiskach ogniowych (pillboxach) budowanych przez Brytyjczyków podczas II wojny światowej. Wystawy zawierają kilka dokładnych modeli, przedstawianych obok prezentacji audio-wizualnych oraz tablic informacyjnych. Kilka przedmiotów oryginalnych, jak XVII-wieczny most zwodzony, który był prawdopodobnie zamontowany w Porta Reale w Valletcie, jest również prezentowanych.

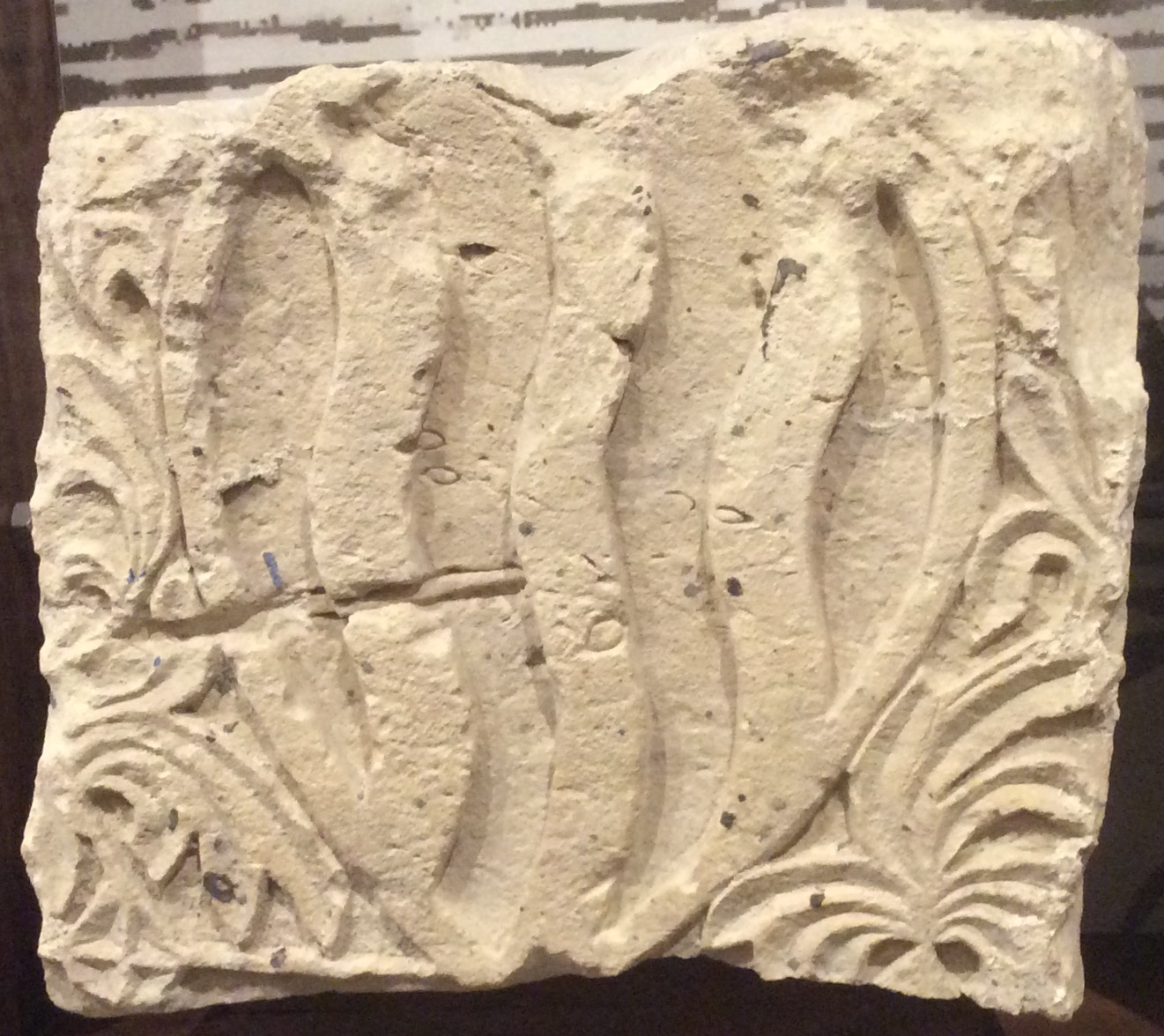
Średniowieczny kamień z tarczą herbową Guglielmo Muriny, odkryty w Mdinie w roku 2012

W Centrum znajduje się czytelnia oraz biblioteka, przeznaczone dla naukowców i badaczy. Jest tam też dział przeznaczony dla dzieci. Od czasu do czasu w Centrum odbywają się również wystawy artystyczne.
Centrum jest otwarte codziennie oprócz niedziel i świąt publicznych, wejście jest wolne od opłaty.

## Do poczytania
- Baroque Routes: A new centre on fortifications in Malta. „The Journal of Baroque Studies”, s. 18, 12.2013. University of Malta: International Institute for Baroque Studies. (ang.).